# Нью-Йоркская товарная биржа
Нью-Йоркская товарная биржа (New York Mercantile Exchange, NYMEX) — американская фьючерсная товарная биржа. Учреждена в 1882 году, занимает 1-е место в мире по торгам нефтяными фьючерсами.
В 1994 году объединилась с биржей COMEX (Commodity Exchange), которая существовала в качестве самостоятельной биржи с 1933 года, занимая ведущие позиции на северо-американском рынке в торговле цветными металлами. 4 августа 1994 года биржи объединились под именем New York Mercantile Exchange, NYMEX.
В 2008 году объединённая NYMEX вошла в группу Чикагской товарной биржи CME group, которая функционирует как единый рынок.
В настоящее время торговля идет в двух подразделениях биржи:
1. NYMEX: нефть, газ, платина, палладий, этанол, уголь, электричество, выброс углекислого газа.
2. COMEX: золото, серебро, медь и алюминий.

По данным Futures Industry Association, в 2006 году было заключено 216 млн сделок. В 2006 году выручка NYMEX составила $497,3 млн, чистая прибыль — $154,8 млн, капитализация — $11,4 млрд.